# Liland
Liland is een plaats in de Noorse gemeente Evenes, provincie Nordland. Liland telt 283 inwoners (2007) en heeft een oppervlakte van 0,41 km².